# Specs and the City
«Specs and the City» (с англ. — «Очки в большом городе») — одиннадцатый эпизод двадцать пятого сезона мультсериала «Симпсоны». 541 эпизод сериала. Вышел в эфир 26 января 2014 года в США на телеканале FOX. Эпизод был создан сценаристом Браином Келли и режиссёром Лансом Крамером. Изначально эпизод предполагалось назвать «I Only Have My Eyes for You» от названия песни «I Only Have Eyes for You», но затем название было изменено на Specs and the City от названия сериала Sex and the City. Изначально смарт-очки Oogle Goggles в сериале предполагалось назвать «MyEyes».

## Сюжет
Мистер Бернс дарит на рождество всем сотрудникам смарт-очки Oogle Goggles. Обеспокоенный внезапным приступом щедрости Смитерс хочет вызвать врача для мистера Бернса, но тот сообщает ему, что с помощью этих очков он теперь может шпионить за всеми сотрудниками.
Далее сюжет переносится в канун празднования Дня Святого Валентина 14 февраля. Мардж призывает Барта и Лизу присоединиться к празднованию и сделать для всех одноклассников валентинки. Барт не хочет дарить валентинку Нельсону, потому что Нельсон хулиган, которого он не любит. Мардж показывает Барту видео, которое разослали из школы с предупреждением(хулиганы заставили создать предупреждение в некоторых школах и в некоторых местах которые созданы видео), в нём мальчик чуть было не умирает от передозировки конфет в форме сердечек, после того как не получил ни одной валентинки на День Святого Валентина. Посмотрев видео, Барт выбирает самую некачественную валентинку из коробки со старыми не использованными валентинками.
Гомер постоянно носит смарт-очки Oogle Goggles и не снимает их даже в постели со своей женой. Мардж это не нравится, и они ссорятся с мужем. На утро Гомер решает отдать свои очки первому, кто посмеет их взять. Он кладет их на диск для распределения еды за столом и крутит его, чтобы случайным образом указать на нового обладателя. Диск указывает на Мегги, но внезапно Мардж их перехватывает и надевает на себя.
В начальной школе Спрингфилда дети в классе выстраиваются в очередь, чтобы подарить Нельсону валентинку. Когда очередь доходит до Барта, он отказывается дарить её хулигану и рвет на пополам. Нельсон дает Барту срок неделю сделать лучшую валентинку на свете и угрожает ему расправой.
Тем временем Гомер приходит на работу, но понимает, что без дополнительной реальности, создаваемой очками, не возможно жить. Он идет к мистеру Бернсу просить ещё одну пару смарт-очков, но не находит его, зато находит систему слежения за сотрудниками у него в кабинете. Воспользовавшись случаем, Гомер начинает следить за своей женой через очки, которые он ей отдал. Гомер узнает, что Мардж посещает психотерапевта, где она подробно рассказывает о выводящих её из себя поступках мужа, которые он совершает каждый день.
Тем временем Барт дарит Нельсону валентинку, основанную на страхе (как давлении дарить валентинки на День Святого Валентина, так и давлении Нельсона на Барта), в которой он прямым текстом называет Нельсона психом и хулиганом. Нельсона трогает поступок Барта до глубины души и он обнимает его.
Основываясь на совете Мо, Гомер подстраивает случайную встречу с Мардж на приеме у психотерапевта. Но прежде чем это произойдет, он понимает, что для Мардж эти сеансы очень важны, они поддерживают её в форме и «перезагружают» раз в неделю. Гомер осознает, что Мардж заслуживает право иметь свои секреты(ведь в противном случае, у него никогда в жизни не будет "счастливого момента").